# وادي هقلون (المهرة)

تعديل مصدري - تعديل

وادي هقلون هي إحدى قرى عزلة حبروت بمديرية شحن التابعة لمحافظة المهرة، بلغ تعداد سكانها 54 نسمة حسب تعداد اليمن لعام 2004.